# V1117 Геркулеса
V1117 Геркулеса (лат. V1117 Herculis) — одиночная переменная звезда в созвездии Геркулеса на расстоянии приблизительно 4618 световых лет (около 1416 парсек) от Солнца. Видимая звёздная величина звезды — от +15,4m до +12,3m.
Открыта Лидией Петровной Цераской и Сергеем Николаевичем Блажко в 1929 году*.

## Характеристики
V1117 Геркулеса — белая пульсирующая быстрая неправильная переменная звезда (IS) или мирида (M) спектрального класса A7V, или A9*. Масса — около 2 солнечных, радиус — около 2,59 солнечного, светимость — около 10,752 солнечной. Эффективная температура — около 6498 K.